# Чемпіонат України з легкої атлетики в приміщенні 2001
Чемпіонат України з легкої атлетики в приміщенні 2001 серед дорослих був проведений у двох містах. Чемпіони у бігових дисциплінах та спортивній ходьбі були визначені 7-8 лютого у Львові в легкоатлетичному манежі СКА, а золоті нагороди у технічних дисциплінах були розіграні 10-11 лютого в Броварах у манежі обласної ШВСМ.
Першість з легкоатлетичних багатоборств була окремо розіграна 19-20 лютого в Броварах.

## Призери

### Чоловіки
| Дисципліни             | Золото                                                                | Золото   | Срібло                                                                                         | Срібло   | Бронза                                                                                    | Бронза   |
| ---------------------- | --------------------------------------------------------------------- | -------- | ---------------------------------------------------------------------------------------------- | -------- | ----------------------------------------------------------------------------------------- | -------- |
| 60 метрів              | Костянтин Рурак Запорізька область                                    | 6,65     | Анатолій Довгаль Харківська область                                                            | 6,75     | Костянтин Васюков Донецька область                                                        | 6,80     |
| 200 метрів             | Сергій Осович Івано-Франківська область                               | 21,62    | Михайло Горін Львівська область                                                                | 22,23    | Сергій Тищенко Київ                                                                       | 22,27    |
| 400 метрів             | Андрій Твердоступ Харківська область                                  | 47,96    | Володимир Рибалка Київ                                                                         | 47,98    | Дмитро Глущенко Донецька область                                                          | 52,11    |
| 800 метрів             | Володимир Ковалик Івано-Франківська область                           | 1.52,69  | Євген Потребенко Луганська область                                                             | 1.54,55  | Максим Петров Одеська область                                                             | 1.56,44  |
| 1500 метрів            | Михайло Іверук Рівненська область                                     | 3.55,83  | Вадим Слободенюк Рівненська область                                                            | 3.56,44  | Ярослав Гресько Івано-Франківська область                                                 | 3.57,79  |
| 3000 метрів            | Микола Новицький Київ                                                 | 8.13,19  | Олександр Сітковський Донецька область                                                         | 8.13,31  | Микола Рудик Вінницька область                                                            | 8.13,32  |
| 60 метрів з бар'єрами  | Денис Кожемякін Харківська область                                    | 8,04     | Андрій Вінницький Київ                                                                         | 8,15     | Володимир Овчаров Київ                                                                    | 8,21     |
| 200+400+600+800 метрів | КиївСергій Полінков Сергій Тищенко Володимир Рибалка Микола Новицький | 3.29,00  | Івано-Франківська областьВіталій Борисенко Олексій Сидоренко Володимир Ковалик Ярослав Гресько | 3.34,41  | Донецька областьКостянтин Васюков Дмитро Глущенко Віталій Ноздрачов Олександр Сітковський | 3.34,62  |
| Ходьба 10000 метрів    | Олексій Шелест Сумська область                                        | 41.08,38 | Юрій Бурбан Львівська область                                                                  | 41.48,85 | Сергій Лобанов Сумська область                                                            | 42.07,00 |
| Стрибки у висоту       | Андрій Соколовський Вінницька область                                 | 2,33     | Сергій Димченко Київ                                                                           | 2,28     | Руслан Гливинський Одеська область                                                        | 2,20     |
| Стрибки з жердиною     | Денис Юрченко Донецька область                                        | 5,60     | Олександр Корчмід Київська область                                                             | 5,50     | Василь Отрубянников Київ                                                                  | 5,20     |
| Стрибки у довжину      | Володимир Зюськов Донецька область                                    | 8,05     | Ростислав Местечкин Черкаська область                                                          | 7,87     | Валерій Васильєв Сумська область                                                          | 7,66     |
| Потрійний стрибок      | Володимир Кравченко Дніпропетровська область                          | 16,35    | Олександр Зацаренко Дніпропетровська область                                                   | 16,13    | Геннадій Глушенко Запорізька область                                                      | 16,05    |
| Штовхання ядра         | Роман Вірастюк Івано-Франківська область                              | 19,72    | Юрій Пархоменко Київ                                                                           | 18,16    | Михайло Гресько Івано-Франківська область                                                 | 16,64    |
| Семиборство            |                                                                       |          | Сергій Блонський Київська область                                                              | 5606     | Володимир Шатковський Київська область                                                    | 5479     |

### Жінки
| Дисципліни             | Золото                                                                 | Золото       | Срібло                                                         | Срібло   | Бронза                                                                            | Бронза   |
| ---------------------- | ---------------------------------------------------------------------- | ------------ | -------------------------------------------------------------- | -------- | --------------------------------------------------------------------------------- | -------- |
| 60 метрів              | Ірина Пуха Київ                                                        | 7,20         | Анжела Кравченко Донецька область                              | 7,26     | Ірина Кожемякіна Харківська область                                               | 7,44     |
| 200 метрів             | Тетяна Ткаліч Харківська область                                       | 23,79        | Вікторія Фоменко Харківська область                            | 24,64    | Наталія Пигида Київська область                                                   | 25,42    |
| 400 метрів             | Тетяна Мовчан Київська область                                         | 54,73        | Оксана Ілюшкіна Миколаївська область                           | 55,25    | Наталія Журавльова Миколаївська область                                           | 55,46    |
| 800 метрів             | Оксана Ілюшкіна Миколаївська область                                   | 2.06,66      | Оксана Мельцаєва Донецька область                              | 2.07,02  | Юлія Кумпан Запорізька область                                                    | 2.07,23  |
| 1500 метрів            | Олена Фадєєва Київ                                                     | 4.21,69      | Юлія Кумпан Запорізька область                                 | 4.23,61  | Наталія Сидоренко Донецька область                                                | 4.24,56  |
| 3000 метрів            | Марина Дуброва Київ                                                    | 9.17,31      | Тетяна Гладир Миколаївська область                             | 9.24,57  | Олена Фадєєва Київ                                                                | 9.27,98  |
| 60 метрів з бар'єрами  | Олена Красовська Київ                                                  |              | Майя Шемчишена Харківська область                              | 8,24     | Оксана Кучма Харківська область                                                   | 8,68     |
| 200+400+600+800 метрів | Запорізька областьОльга Фоменко Олена Рурак Галина Місірук Юлія Кумпан | 5.06,36      | КиївГанна Бордюгова Тетяна Мовчан Олена Фадєєва Марина Дуброва | 5.09,46  | Донецька областьТетяна Боненко Юлія Гуртовенко Оксана Мельцаєва Наталія Сидоренко | 5.13,74  |
| Ходьба 5000 метрів     | Людмила Єгорова Сумська область                                        | 22.24,88 NIR | Олена Мірошниченко Сумська область                             | 23.45,91 | Надія Прокопук Волинська область                                                  | 24.29,52 |
| Стрибки у висоту       | Віта Паламар Київ                                                      | 1,86         | Ірина Михальченко Київ                                         | 1,86     | Оксана Зубковська Київська область                                                | 1,80     |
| Стрибки з жердиною     | Наталія Кущ Донецька область                                           | 4,20         | Юлія Куркудим Одеська область                                  | 3,90     | Наталія Калініченко Київ                                                          | 3,80     |
| Стрибки у довжину      | Олена Шеховцова Київ                                                   | 6,65         | Вікторія Вершиніна Київська область                            | 6,45     | Євгенія Ставчанська Чернівецька область                                           | 6,43     |
| Потрійний стрибок      | Христина Нейжпапа Донецька область                                     | 13,34        | Олена Хлусович Київ                                            | 13,22    | Олександра Шишлюк Черкаська область                                               | 13,20    |
| Штовхання ядра         | Оксана Захарчук Київська область                                       | 17,39        | Олена Дементій Київська область                                | 17,35    | Світлана Шевченко Київська область                                                | 16,04    |
| П'ятиборство           | Марина Брюхач Харківська область                                       | 4351         |                                                                |          |                                                                                   |          |